# 马业勤
马业勤（1927年—），男，浙江绍兴人，中国无线电导航专家，中国电子学会会士，曾任第四机械工业部第二十研究所总工程师。